# Ovale calabrese
Citrus sinensis, cv ‘Ovale Calabrese’
Variété
Classification phylogénétique
Ovale Calabrese est une orange blonde sicilienne tardive, habituellement sans graines. Elle est réputée pour son excellente qualité mais devenue rare à cause de sa faible productivité et de sa culture délicate.

## Dénomination
Orange douce Ovale Calabrese francisé en Ovale calabraise, en italien Arancio dolce ovale calabrese ou Calabrese nucellare, en anglais Ovale sweet orange (chez Givaudan UCR), Calabrian Oval. B. Giordano (1950) donne les noms Ovale ou Calabrese.
Ce nom est trompeur car il s'agit d'une orange typiquement sicilienne (province de Messine, le long des rivières de la côte tyrrhénienne), marginalement présente en Calabre: La Sicile est de loin le principal producteur avec 1 200 ha, contre en Calabre 100 ha et 20 ha en Basilicate (2024).

## Description
Louis C. Trabut (1894) donne la description suivante dans les Oranges d'Algérie: «Orange Calabraise (Sicile). Fruit ovale pesant, à peau lisse brillante, ferme, bien colorée; pulpe compacte souvent colorée. Sicile, versant Sud-Ouest de l'Etna. Supporte très bien le transport à longue distance. Atteint sur place un prix très élevé, 40 à 50 fr. le mille. N'est pas très fertile».
La récolte est tardive de mars - avril à fin mai. Le fruit est gros (130 à 200 g), sa peau est sujette au verdissement. Les fruits laissés sur l'arbre reverdissent.
L'arbre est peu vigoureux et sensible aux basses températures, la canopée épaisse, peu productif avec des fruits irréguliers, très sensible au vent (la production se faisait traditionnellement sur des terrasses peu exposées), il est signalé sensible au Stubborn (1959). Ces contraintes seraient à l'origine de sa quasi-disparition des cultures même si on reconnait à cette orange un gout et une texture excellents. En 1969 est apogée de la production, le groupe des oranges blondes auquel elle appartient était largement cultivé avec 'Sanguinello', Navel commune, Valencia Late et 'Belladonna'.

### Utilisation
C'est une orange juteuse, on en fait du jus. Elle est préparée en salade avec du sel, du vinaigre et de l'oignon de Novare.  Le fruit est un fruit de table avec des utilisations en pâtisserie (desserts, fruits confits).

### Phylogénie, variantes et mutants
Giovanni La Rosa et Alberto Continella (2010) la décrivent comme un clone original issu d'une mutation chimérique d'une 'Blonde commune' italiennes. La fructification est de ce fait instable avec des retours ancestraux de branches produisant des fruits oranges à graines de type blonde.

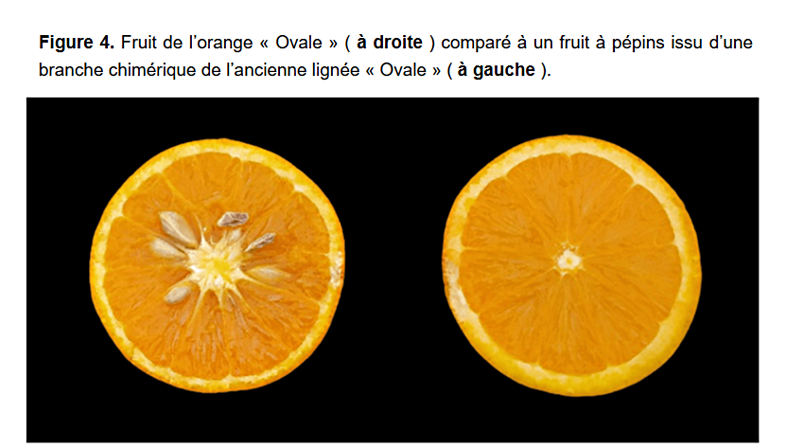
Instabilité chez l'orange Ovale

Elle est parfois confondue avec l'orange di San Giuseppe (Arancia Belladonna). Cette Belladonna est une ancienne variété blonde et ovale elle aussi d'origine inconnue. Comme la Calabraise elle n'a pas de graines, tient longtemps sur l'arbre mais sa maturité est plus précoce.
- L'Ovale de Calatafimi ou Calatafimi Ovaletto, Ovaletto di Calatafimi qui est très tardive (20 mai au 2 juillet)[18] est un mutant spontané de l'Ovale calabraise. Ces excellents fruits évoquent l'orange Shamouti[19].
- L'Ovale della Valle dell'Anapo à pulpe blonde se conserve se conserve sur l'arbre tout l'été sans modifier sa saveur[20].

### Composition
Le jus est caractérisé par l'association myrcène et linalol à comparer avec le trans -2-hexénol chez Navelina et Washington Navel et le myrcène dominant chez Valencia late. Une étude détaillée des 27 métabolites secondaires d'Ovale Calabraise (flavonoïdes, limonoïdes) dans le jus, la pulpe et l'écorces (2019) a montré une forte teneur en hespéridine.